# Mary de Gennaro
Mary de Gennaro, all'anagrafe Mariarosaria De Gennaro (Molfetta, 12 febbraio 1982), è una conduttrice televisiva, giornalista e attrice italiana.

## Biografia
Inizia la sua carriera, come conduttrice, nell’emittente televisiva Telenorba nel 2002, dove ha condotto per anni Comò, programma dedicato al mondo di stile, moda e tendenze. In seguito approda a La7 dove conduce Magazine7.
Lasciata la conduzione di Comò, su Telenorba passa a condurre prima Buon pomeriggio, e poi Mattino Norba, fortunato contenitore che va in onda ogni giorno su Telenorba e TG Norba 24. Dal 2007 è giornalista pubblicista, iscritta all'Ordine dei Giornalisti della Puglia.

## Programmi televisivi
- Comò (Telenorba, 2002-2016)
- Stasera con Uccio (Telenorba, 2004)
- Buongiorno (Telenorba, 2014-2016)
- Magazine7 (La7, 2016-2018)[3]
- Buon pomeriggio (Telenorba, 2016-2019)
- Mattino Norba (Telenorba, dal 2019)

## Filmografia
- Mudù 3 (Telenorba, 2002)
- Sulle orme del passato, regia di Franco Salvia (2007)
- La mia bella famiglia italiana, regia di Olaf Kreinsen (2013)